# 米川英之
米川 英之（よねかわ ひでゆき、1964年3月3日 - ）は日本のギタリスト、ボーカリスト、ソングライター、アレンジャー。1984年、C-C-Bのギタリストとしてデビュー。C-C-Bが解散した翌年の1990年からソロ活動を開始した。東京都杉並区出身。

## 概要
ソロ活動と並行して、BLUFFをはじめとするバンドや名うてのミュージシャンとのセッションユニットに多数参加。『独奏会』と銘打った単独での弾き語りライブも行っている（ギターだけに及ばず、時にキーボードやピアノを演奏することもある）。首都圏を中心にライブ活動の他、客演、スタジオミュージシャンとしても積極的に活動している。
C-C-Bのメンバーとの交流も続いており、度々ユニットを組んでライブを行っていた。2011年にはC-C-Bの楽曲をセルフカバーするユニット『AJ-米田渡-』を渡辺英樹・田口智治らとともに結成し、年に数回ライブを行った。渡辺が死去した2015年以降は笠浩二と2人で活動する機会が増え、2022年に笠が逝去するまでC-C-B名義でイベントやテレビ番組に出演した。
2015年4月に矢沢永吉が行ったインターネットライブ「EIKICHI YAZAWA『MANIAC NIGHT』」にギタリストとして参加。以降、矢沢のライブやテレビ出演の際にバンドメンバーとして数多く参加している。
毎年3月3日前後にバースデーライブ、1stアルバムをリリースした8月29日前後に「Sweet Voyage Chapter（数字）」と銘打ったライブを行っている。

## 来歴
- 中学時代からロックやAORに強く惹かれ、ギターを始める[2]。しかし、同級生と組んだバンドではベースを担当していた。当初は主に洋楽のコピーをしていた。
- 高校時代に念願であった自分の初めてのギター、フェルナンデス・ストラトタイプを購入（改造を加えて愛用していた。現在弾く機会は殆んどなくなったが原点となったそのギターを大切に所有している）。これを機に更にギターに夢中になり、のめり込んでいく。当時はハードロックやヘヴィメタルのギターに傾倒していたという。特にTOTOのギタリスト、スティーヴ・ルカサーに憧れ、強く影響を受けた。しかし、特定のジャンル・邦楽・洋楽に捕らわれることなく様々な音楽を聴いていた。初めて購入したLPレコードはオリビア・ニュートン＝ジョンのアルバム「Don't Stop Believin」。グレッグ・マティソン・プロジェクトのアルバム「The Baked Potato Super Live!」は特に衝撃を受けた1枚であると語る[3][4]。それらのアルバムは現在も大切に保管している。
- 文化祭などでバンドを組んで演奏を披露することはあったが、特定のバンドに所属することはなかった。
- 1982年、東京都立豊多摩高等学校卒業後、武蔵野音楽学院に入学。また、小林克己が講師を務めるビクター・プロフェッショナル・ギター・スクール（小林克己ロックギタースクールのプロフェッショナル・コース）にも籍を置き、2年課程のカリキュラムを約1年で修得[5]。
- 1984年、ギタースクールでの優秀な実績を買われスカウトを受ける。同年、C-C-B[6]に加入。プロとしてスタートを切ったが、レコード店でアルバイトを続けながらの生活が暫く続いた。
- 1985年、『Romanticが止まらない』のヒットで一躍ブレイク。生活が激変するほど多忙な日々に突入する。
- 1989年10月9日、C-C-B解散（C-C-B時代の活動実績はC-C-B項参照）。
- 1990年、ソロ活動を本格化させる。7月25日にシングル、8月29日にアルバムをリリース。アルバムリリースに先駆け、8月3日に開催した東京厚生年金会館のコンサートを皮切りに、初のソロコンサートツアー『Sweet Voyage Tour』を全国13ヵ所で行う。12月3日、NACK5「MIDNIGHT ROCK CITY PART1」月曜日スペシャルパーソナリティとして特別番組を放送。

渡辺・田口・米川の3人の総合ファンクラブ「ヨネタワタルクラブ」発足。
- 1993年、バップレコードに移籍。シングル2作目『同窓会』は、同名のテレビドラマ、NTV「同窓会」イメージソング（作詞・井沢満）に起用され、ドラマの挿入歌としても使用された。同楽曲の元曲は以前よりライブで演奏されていた『想い出にかわる季節』（作詞・加藤健）である（なお、本来の「想い出に変わる季節」は2000年にリリースした4枚目のアルバム『INTO THE LIGHT』に収録された）。
- 同年、米川単独のファンクラブ『Buddy』発足。「Buddy」の命名は米川の趣味のひとつであったスキューバダイビングの用語、「バディシステム （buddy system）」（信頼する仲間・パートナーなどの意味をもつ）から。国内・海外への旅行やファンクラブの集い、限定ライブなども数多く行われた。この頃よりホールコンサートの他、ライブハウスでの活動も活発になる。
- 1996年、バップレコードより離脱。
- 1997年、他のアーティスト等への楽曲提供、編曲及び、CM音楽制作、各種サウンドトラック制作への参加などの活動を積極的に行う。
- 1998年、セッションライブJam For Joy初参加。以降、積極的にセッションライブに参加する。
- 1999年、公式サイト『Buddy Net』開設。
- 2000年、4枚目のアルバム『INTO THE LIGHT』を発売。
- 同年、ミュージカル『GIRL's TIME -女の子よ、大志を抱け!-』（宮本亜門総合演出）の音楽アレンジ・演出を担当。
- 2001年、「N/Y Funk shot!!」結成（2007年以降、活動凍結）。
- 2004年、渡辺英樹、田口智治と共に「ヨネタワタル」として青山円形劇場(東京都)にてライブを開催。追加公演も行われた。
- 2005年、NHKの公開番組「思い出のメロディー」にC-C-Bの元メンバーとして参加。今回のためだけの編曲も手掛ける。ハードロック・テイストなアレンジを施したライブ仕様の『Romanticが止まらない』を披露した。
- 同年、渡辺英樹との二人ユニット「WY（ヨネトワタル）」を結成。4曲入りのオリジナルミニアルバム『So Sad』をリリース。
- 2007年、「Brass Rock of Fame」（後のBLUFF）立ち上げライブに参加。
- 2008年、自身初となるアコースティックライブを東京・青山と神戸にて開催。
- 2009年、自身のリーダーセッション「HY Jam」を始動。
- 2010年、デビュー25周年記念となるライブDVD『Turning Point』を発売。
- 2011年、「ヨネタワタル」にファンキー末吉をサポートミュージシャンに迎え、『AJ-米田渡-』名義のバンドを結成（C-C-B時代にメンバーが作った楽曲を主にセットリストに組んだライブを基盤とする主旨を掲げている。同バンドは米川がメンバーに主旨を提案して結成したこともあり、リーダーを担っている）。
  - 2011年7月、チキンジョージ(神戸市)　・ボトムライン(名古屋市)・DUO MUSIC EXCHANGE(東京都)にて『AJ-米田渡-』としての初ライブツアーを行った。同年10月27日には『田口智治Birthday Live「田口★祭」』と冠したライブを Mt.RAINIER HALL SHIBUYA PLEASURE PLEASURE(東京都)にて行った。
  - 2012年2月1日、『AJ-米田渡- Presents渡辺英樹 BirthdayEvent「30周年リサイタル」』を新宿BLAZE(東京都)にて、同年10月27日、『田口智治Birthday Live「田口★祭2」』をMt.RAINIER HALLにて開催。
  - 2013年2月1日から同年3月3日まで『AJ-米田渡- TOUR 2013 「Let's Go Climax」』と銘打ったライブツアーを行った（※「AJ-米田渡-」の活動については「AJ-米田渡-」項を参照）。

※米川はこれまで通りソロ活動、BLUFFのメンバーとしての活動、他ミュージシャンとのセッションなどのライブを基盤とする旨を明らかにしている。AJ-米田渡-に関しても同様のスタンスのひとつであると公言している。
- 2012年12月16日、 5枚目のアルバム『End of the World』をリリース。オリジナルソロアルバムのリリースは12年ぶりとなる。
- 2014年3月2日、プロのギタリストとして活動を始めて30周年を迎えるにあたり『米川英之 30th Anniversary LIVE』を新宿BLAZE(東京都)で行った。
  - 2014年6月21日、上記ライブを収録したDVD『米川英之 LIVE DVD 30th Anniversary Live』をリリース。
- 2014年5月31日、米川のリーダーセッション「HYbrid」のスペシャルライブとして『米川英之 HYbrid Special Feat.向谷実 ライブ@目黒BLUES ALLEY JAPAN』を行った。ライブの模様は終始ニコニコ生放送の公式チャンネルで生中継された。視聴者・延べ25,800人、コメント数・8520の数字を記録した[注釈 3]。
- 2015年3月3日、6枚目のアルバム『Circle Game』をリリース（2月26日よりライブ会場で先行発売開始）。初のオールインストゥルメンタルアルバムである。
- 2016年10月21日、7枚目のアルバム『CALLIN'』をリリース（10月14日よりライブ会場で先行発売開始）。これに伴い、アルバムリリース記念ライブが10月14日に行われ、その模様はニコニコ生放送の公式チャンネルで生中継された[8][注釈 4]。ライブ中盤のMCで同年12月21日に初のベスト盤がユニバーサルミュージックより発売されることなど[9]を発表した。
- 2016年12月21日、初のベストアルバム『米川英之 BEST』をリリース。
- 2018年11月22日、8枚目のアルバム『THE RADICAL SPIRIT』をリリース。また同日より、過去の全アルバム7作品及びシングル4作品がサブスクリプションサービスにて配信[10][11]。
- 2019年3月、プロ活動35周年を迎えるにあたり『米川英之 35th Anniversary & BIRTHDAY TOUR 「DEAR MY BLUE」』と銘打ったライブを1日にチキンジョージ(神戸市)、3日に新宿ReNY(東京都)で開催。
  - 2019年6月14日、上記ライブを収録したDVD『米川英之 35th Anniversary Tour「DEAR MY BLUE」』をリリース。
  - 2019年12月19日、『米川英之 35th Anniversary Year Special Christmas Live』をKIWA TENNOZで開催。本公演を以て35周年を祝う一連の記念ライブは完結された。
- 2020年3月3日、『米川英之バースデーライブ2020』開催。同年3月4日よりアルバム『THE RADICAL SPIRIT』が各ストリーミングサービス及びサブスクリプションサービスにて配信開始。
- 2020年3月27日、4月に行われる予定であったライブ「独奏会」の延期を発表。同年4月3日、米川が参加しているユニット”THE ARAKURE”のCDリリースに伴うライブツアー「THE ARAKURE“1St CD 発売記念ツアー 2020 April”」の公演延期を発表。その他、予定されていた当面の各ライブの延期もしくは中止を順次発表した。これは前年2019年より猛威を振るっている2019新型コロナウイルスによる感染拡大の状況を受け[12]、来場者の健康・安全を最優先と判断し、クラスターを発生させないための決定である。
  - 同年4月8日より会場で発売開始予定であった”THE ARAKURE”の1stアルバムの通信販売が行われることが発表された。
  - 同年5月21日、ライブ&ダイニングバー音楽室DXのYouTubeチャンネルにて「TOSHIMI SESSION 無観客配信ライブ」を行った。その後、いくつかのライブハウスにてバンド形式及びソロでのライブを行い、その模様を有料配信した。会場にはバンドメンバー及び配信を担うスタッフのみの必要最小限人数が集い、客席に観客は入場させずにネット配信を行っている。
  - 同年6月17日、LiveMusic＆RestaurantBar・SHOCK-ONにて観客を動員してのライブを再開。本来の収容人数よりも大きく座席数を減らして30名限定とし、客席間もいわゆるソーシャルディスタンスに準じて十分に間隔を取るなど細心の注意を払って行われた。今後もこの方針は暫く続け、依然、新型インフルエンザ等対策特別措置法、新型インフルエンザ等対策特別措置法第24条第9項等に従う意向である。
- 2021年3月3日・4日、『米川英之 Birthday Live 2021 2days』をBLUE MOOD(東京都)にて開催。同ライブの模様は有料生配信された[注釈 5]。
- 2021年4月17日・18日、『〜筒美京平 オフィシャル・トリビュート・プロジェクト〜 ザ・ヒット・ソング・メーカー 筒美京平の世界 in コンサート』が東京国際フォーラムにて開催された。笠と共に“C-C-B”として両日参加。筒美が作曲した『Romanticが止まらない』『Lucky Chanceをもう一度』の2曲を披露した（なお、本コンサートの模様は、2021年10月3日にWOWOWライブで放送、及び、WOWOWオンデマンドで同時配信された[13]）。
- 2021年9月9日、9枚目のアルバム『彩-irodori-』をリリース（8月22日よりオンラインショップで先行発売開始）。発売日当日に『米川英之 New Album「彩-irodori-」Release Live』をBLUE MOOD(東京都)にて開催。
- 2021年11月5日・6日、『松本隆 作詞活動50周年記念オフィシャル・プロジェクト 風街オデッセイ2021』が日本武道館にて開催され、笠と共に“C-C-B”として、5日の《第一夜》に出演。松本が作詞した『Romanticが止まらない』『Lucky Chanceをもう一度』の2曲を披露した。
- 2024年1月28日、『米川英之 “独奏会” 〜全編ピアノ弾き語りGirl talk ver.〜』をGirl talk(水戸市)にて開催。ギター演奏を封じ、グランドピアノベヒシュタインでの弾き語り公演を行った。
- 2024年3月3日、プロ活動40周年及び還暦を迎えたことを祝う記念ライブ『米川英之 40th Anniversary＆Birthday「BLUE BIRTHDAY」』を新宿BLAZEにて行った。
  - 2024年6月12日、上記ライブを収録したDVD『米川英之 40th Anniversary & Birthday Live「BLUE BIRTHDAY」』をリリース。
- 2025年6月18日、『米川英之 plays C-C-B』をBLUE MOOD(東京都)にて開催。全編C-C-Bの楽曲による構成（ただし2回目のアンコール曲を除く）で、ボーカルのほぼ全てを米川が担当した。アンコールで「信じていれば」を演奏した際に渡辺と笠の歌唱音源が流れ、3人で歌い回す従来のスタイルを披露した。

## 人物
- 身長170cm。右利き（楽器も右利き仕様を愛用）。所有しているギターの多くはカスタムメイドである。ボディの塗装は米川のイメージカラーとも言える青色に施したものが多い。
- 幼少期にピアノを習っていた時期があり、基礎的な楽譜の読み方や奏法はその頃に培われた。
- 酒も煙草も嗜む。酒類はビール、焼酎（特に芋焼酎が好み）、ワインと色々嗜むが、日本酒はあまり得意ではない。
- 1990年代、20代から30代にかけてスキューバダイビングを趣味のひとつにしていた。ファンクラブを率いての海外旅行（ハワイ、サイパン）にもダイビング器材を持参して、同様に潜れるファンらとエントリーした。シングル「Dolphin Ocean Swim」などの楽曲の歌詞に海で感じたイメージが反映されているという。インストラクターのライセンスも取得していたが（恐らく）失効しているという（FMブルー湘南 「Y's Station Thursday」2021年4月29日放送回で発言）。他に、バスフィッシングに熱中していた時期があり、毎週末のように霞ケ浦などに足を運んでいた。米川がグッズなどに描く“おさかな”イラストの原型はこの頃からファンクラブの会報に掲載していた。
- 中学生の頃には、遠方のラジオ局の番組を受信したことを報告すると送付されるベリカードを集めたり、テレビで歌番組を視聴して歌謡曲やアイドルに興味を持つなどインドアな趣味も持っていた。
- C-C-B時代は衣装以外でアクセサリーを着けることはほぼ無かったが、30代半ばからネックレスを身に着けるようになった。

## ディスコグラフィ

### シングル
|     | 発売日         | タイトル           | レーベル   | 規格          | 規格番号   |
| --- | -------------- | ------------------ | ---------- | ------------- | ---------- |
| 1st | 1990年7月25日  | Private Lips       | ポリドール | 8cmCDシングル | PODH-1015  |
| 2nd | 1993年11月10日 | 同窓会             | バップ     | 8cmCDシングル | VPDC-20515 |
| 3rd | 1995年4月26日  | Dolphin Ocean Swim | バップ     | 8cmCDシングル | VPDC-20605 |
| 4th | 1996年9月1日   | ムーンスパイラル   | バップ     | 8cmCDシングル | VPDC-20675 |
| 5th | 2009年3月3日   | Re:Birth           | A-String   | CD            | YZAS-5001  |

### オリジナル・アルバム
|     | 発売日         | タイトル           | レーベル    | 規格 | 規格番号   |
| --- | -------------- | ------------------ | ----------- | ---- | ---------- |
| 1st | 1990年8月29日  | Sweet Voyage       | ポリドール  | CD   | POCH-1021  |
| 2nd | 1994年3月20日  | HALF TONE SMILE    | バップ      | CD   | VPCC-81048 |
| 3rd | 1995年6月1日   | azul               | バップ      | CD   | VPCC-81076 |
| 4th | 2000年11月21日 | INTO THE LIGHT     | ASレコード  | CD   | AS-1001    |
| 5th | 2012年12月16日 | End of the World   | Reef Studio | CD   | STRF-0001  |
| 6th | 2015年3月3日   | Circle Game        | Reef Studio | CD   | STRF-0002  |
| 7th | 2016年10月21日 | CALLIN'            | Reef Studio | CD   | STRF-0003  |
| 8th | 2018年11月22日 | THE RADICAL SPIRIT | Reef Studio | CD   | STRF-0004  |
| 9th | 2021年9月9日   | 彩-irodori-        | Reef Studio | CD   | STRF-0005  |

### ベスト・アルバム
|     | 発売日         | タイトル      | レーベル                 | 規格 | 規格番号  | 備考                           |
| --- | -------------- | ------------- | ------------------------ | ---- | --------- | ------------------------------ |
| 1st | 2016年12月21日 | 米川英之 BEST | ユニバーサルミュージック | CD   | UPCY-7211 | 2016年12月20日に先行販売された |

### 映像作品
|     | 発売日        | タイトル                                                   | レーベル    | 規格 | 備考                                                                    |
| --- | ------------- | ---------------------------------------------------------- | ----------- | ---- | ----------------------------------------------------------------------- |
| 1st | 2010年3月3日  | LIVE 2009「Turning Point」                                 | A-String    | DVD  | 2009年11月7日にESP MUSICAL ACADEMY club 1ne 2woで行なわれたライブを収録 |
| 2nd | 2014年6月21日 | 米川英之 LIVE DVD 30th Anniversary Live                    | Reef Studio | DVD  | 2014年3月2日に新宿BLAZEで行われたライブを収録                           |
| 3rd | 2019年6月14日 | 米川英之 35th Anniversary Tour「DEAR MY BLUE」             | Reef Studio | DVD  | 2019年3月3日に新宿ReNYで行われたライブを収録                            |
| 4th | 2024年6月12日 | 米川英之 40th Anniversary & Birthday Live「BLUE BIRTHDAY」 | Reef Studio | DVD  | 2024年3月3日に新宿BLAZEで行われたライブを収録                           |

### 未音源化作品
| タイトル        | 作詞       | 作曲・編曲 | 備考 |
| --------------- | ---------- | ---------- | ---- |
| 夜の匂い        | 小西康陽   | 米川英之   |      |
| Xmas once more  | 伊丹谷良介 | 米川英之   |      |
| Breath Of Grand |            | 米川英之   |      |

### タイアップ
| 楽曲             | タイアップ |
| ---------------- | --- |
| 同窓会           | 日本テレビ系列テレビドラマ『同窓会』タイトルソング（1993年10月20日 - 12月22日） |
| 君よ、夢を語れ   | 日本テレビ系列プロレス実況中継番組『全日本プロレス中継30』1994年度4月 - 5月期エンディングテーマ（1994年3月27日 - 5月22日）                                                             |
| 奇跡             | TBS系列プロ野球中継『JAPAN MAJOR BASEBALL』アイキャッチ曲（1996年） |
| Sand Castle      | SANYO携帯電話登録メロディ（2001年） |
| ムーンスパイラル | 日本テレビ系テレビドラマ『ムーンスパイラル』エンディングテーマ（1996年5月7日 - 21日） テレビ朝日系列ドキュメンタリー特別番組『列島警察捜査網 THE追跡』警察関係者紹介時BGM（2018年 - ） |

## 参加作品
- C-C-Bの作品は「C-C-B」項を参照。
- N/Y Funk shot!!の作品は「N/Y Funk shot!!」項を参照
- WY（ヨネトワタル）の作品は「WY」項を参照
- BLUFFの作品は「BLUFF」項を参照
- AJ-米田渡-の作品は「AJ-米田渡-」項を参照
- THE ARAKUREの作品は「THE ARAKURE」項を参照

### コンピレーション・アルバム参加作品
- White Album'90（1990年11月10日、ポリドール） - 『LOVER'S HOLIDAY』作詞：小西康陽 / 作曲・編曲：米川英之。宇都美慶子とデュエット
- TOWER OF LOVE（1991年11月25日、ポリドール） - 『Hot Summer Evening』作曲・編曲：米川英之。インストルメンタル。東京タワー竣工33年目を記念したイメージアルバム。BGV（バックグランドビデオ）。CDポリドールオリジナル企画商品・POCH-1104[14] 。2015年、自身のアルバム『Circle Game』に収録
- 同窓会（1993年12月21日、バップ） - 同名テレビドラマのサントラ盤。タイトル曲収録
- BURN-UP W SOUNDFILE　1 MISSION（1996年5月26日、ポリグラム）

BURN-UP W SOUND FILE 2 OPERATION（1996年7月25日、ポリグラム） - 同名OVAのサントラ盤。ギターを担当
- バーチャファイター サウンドトラックVol.3 光芒万丈（1996年6月12日、ポリグラム） - 同名テレビアニメのサントラ盤。光吉猛修が歌う主題歌『愛がたりないぜ』の作曲・ギターを担当。22曲目の『NOT LOVE BUT…』は『愛がたりないぜ』のアレンジバージョン（インストルメンタル）
- ムーンスパイラル MUSIC FILE（1996年9月1日、バップ） - 同名テレビドラマのサントラ盤。タイトル曲他収録
- METAL CLASSIC（1997年8月21日、バンダイ・ミュージックエンタテインメント） - 「四季」「運命」他。編曲・ギターで参加、また『C-C-B』、『THE GATES』の田口智治も「タグチ トモハル」名義で編曲で参加している。
- DTエイトロン サウンドトラック（1998年7月23日、ビクターエンタテインメント） - 同名テレビアニメのサントラ盤。3曲
- じんべえ（1998年、ポニーキャニオン） - 同名テレビドラマのサントラ盤。数曲の編曲・ギターを担当
- SEGA RALLY2 RE-ARRANGE ALBUM "another entries"（1999年12月17日、ポニーキャニオン） - 同名ゲームのサントラ盤。『ESTRADA NOVA』にギターで参加
- 逮捕しちゃうぞ ORIGINAL SOUNDTRACK4（2001年7月25日、ビクターエンタテインメント） - 18曲目『横顔』の編曲・ギターを担当
- ONE PIECE Character Song Album Vol.1（2002年3月6日、avex mode） - 7曲目『世界一の男と呼ばれるために』編曲・ギターを担当。ロロノア・ゾロ・サンジ・ウソップが歌っている
- むしまるQゴールド　大集合!〜大脱皮のテーマ〜（2004年4月21日、日本コロムビア） - Disc:1に収録されている『燃えよ!クチバシ〜カモノハシへの道〜』にギターで参加。原曲はビリー・ジョエルの『The Stranger』
- エレキdeバッハ（2010年7月17日、シンコーミュージック・エンタテイメント）- バッハの名曲をエレキ・ギターで弾くために企画されたCD付きのスコア集。音源製作・アレンジに携わっている。ISBN:978-4401144846
- ラジアントヒストリア オリジナルサウンドトラック（2010年12月15日、ティームエンタテインメント） - 同名ゲームのサントラ盤。ギターで参加
  - ラジアントヒストリア パーフェクトクロノロジー オリジナルサウンドトラック（2017年7月26日、ティームエンタテインメント）
- ファイナルファンタジーXIII-2 オリジナル・サウンドトラック（2011年12月14日、スクウェア・エニックス） - 同名ゲームのサントラ盤。ギターで参加
- あそぼっくす ソング（2015年6月17日、日本コロムビア） - 小沢かづと・浦中こういちによるあそび歌（幼児向けの手遊びや歌を組み合わせた音楽）のアルバム。ギターを担当

### CM音楽など
- JR東海 「御岳スキーリゾートチャオ編」 - 編曲・ギター
- 日本生命 「ニッセイレディ編」 - 編曲・ギター
- DUEL H.Dカーボン プロ100 「梅宮辰夫編」 - 編曲・ギター
- 日産 - 「ウイングロード」（1999年 - 2000年） - 編曲・ギター
- 日経エンタテインメント!
- 髙島屋クリアランスセール

など多数

### 楽曲提供・ギター参加作品
- 早川めぐみ - 『世紀末C・I・T・Y』（アルバム『フェイス・トゥ・フェイス』（1986年）に収録。作詞は関口誠人） - 作曲
- 田中美奈子 - 『二人のバランス』（アルバム『もう誰も愛さない』（1991年）に収録） - 作曲
- 小野正利 - 『Again』（アルバム『M.ONO』（1993年）に収録） - 作曲
- 池田聡 - 『Weekend Shuffle』作曲（アルバム『至上の愛〜a love Supreme〜』（1992年）に収録）
- 三重野瞳 - 『サバンナへ』（アルバム『Baby Leaf』（2001年）に収録） - 作曲
- 光吉猛修 - 『愛がたりないぜ』（TVアニメ『バーチャファイター』第二期のOP（1996年）） - 作曲
- Kenjiro - 『ShortStory』（アルバム『Triangle Snow in Christmas』（1996年）に収録）
- 吉田朋代 - 『Pride〜真昼の月〜』（1998年） - ギタリストとして参加。
- 西司 - 『君を見てる僕が見える』（アルバム『RE-INTRO』（1999年）収録曲）、『magic seed』（2002年、ミニアルバム） - ギタリストとして参加。
- THE YELLOW MONKEY - 『聖なる海とサンシャイン -Sunnyside of winter mix-』（シングル『聖なる海とサンシャイン』（2000年）に納められた別バージョン（4パターン）のひとつ。ギタリストとして参加。
- 須藤満　- アルバム『Favor of My Friends 2003』（2003年）、『Waking Up 〜Remember the day,2011〜』（2011年） - ギタリストとして参加
- 矢吹卓 - アルバム『Modern World Symphony』（2007年） - ギタリストとして参加。
- 野川さくら - 「newさくら組バンド」のギタリストとして2007年のライブに参加（DVD『野川さくらBirthday SpecialLive〜SAKURA Selection〜』（2007年）、『野川さくら にゃっほ〜♪TOUR2007 LOVE NOTE』（2007年）にて確認出来る）。
- 安東由美子 - 『大人の胸キュン』（アルバム『年齢制限』（2012年）収録曲） - ギタリストとして参加。同アルバムにはTHE GATES(安だらけ)として渡辺英樹、田口智治も参加している。
- 山崎千裕 - アルバム『GOOD ONE』（2014年） - ギタリストとして参加。
- 矢沢永吉 - 『That Do You Want?』（ベスト・アルバム『ALL TIME BEST ALBUM II』（2015年）、Disc3収録曲）にギタリストとして参加。

### その他
- 小林克己 ロック・ギター・スクール - パンフレット（通信講座含む）に卒業生のひとりとして写真掲載[注釈 6]
- 宮本亜門演出・ミュージカル「GIRL's TIME -女の子よ、大志を抱け!-」（1995年） - 音楽演出、アレンジを担当
- 巨人軍応援歌・東京ドームスタジアムBGM（2000年 - 2001年）
- 田無アスタ専門店街イメージソング『ASTA色の風景』 - ギターで参加[15]
- GUITAR EFFECTS GUIDEBOOK Vol.16 With CD（2002年、Boss Corporation） - #33（EQ-20）担当
- ヤングギター［プレミアム］ 12 アルディメオラ奏法 CD付（2005年） - CD付き教則本。第二章「Premium　exercise　for　perfect　playing〜【付録CD連動】リフ&バッキング、ソロ、コード進行の研究」において解説CDで奏法実演。出版社：シンコーミュージック、ISBN:978-4401143733
- Ex-Pro・楽器用ケーブル - 2015年12月より愛用者の一人として推薦の声を寄せている[16][17]
- アーニー・ボール・ギター弦『スリンキー』 - 愛用者の一人として広告写真に起用[18]
- Westone・インイヤーカスタムイヤホン - 2016年8月よりWestone“ESシリーズ”公認アーティストの一人となる（米川の使用モデルは「ES60」）[19][20][21]

## カセット・ブック
| タイトル                                                        | 発売日       | レーベル             | 備考 |
| --------------------------------------------------------------- | ------------ | -------------------- | --- |
| ROCK GUITAR CASSETTE C-C-B 米川君の“ロック・ギターが止まらない” | 1986年6月1日 | シンコーミュージック | 本人の全面演奏とナレーションによる教則カセット 写真、譜面を掲載 A5版/カセットC-70/テキスト32ページ/定価2,000円 |